# فتحة (لغة)

حرف الياء وعليها حركة الفتحة.

الفَتْحَة أو الفَتْح هي إحدى الحركات التشكيلية في اللغة العربية، والتي تعتبر إحدى الحركات الدالة على نطق الحرف من حيث المد الصوتي القصير الذي يليه، وترسم كشرطة صغيرة أعلى الحرف ـَ.

## النطق
تُرسم الفتحة كشَرطةٍ صغيرة فوق الحرف، ويكون نطقها بتمديد نهاية الحرف بالألف الخفيفة بشكل قصير وذلك يكون بفتح الشفتين عند النطق بالحرف، وإعراب الكلمة التي تكون نهايتها فتحة هي منصوبة.

## في اللغة الفارسية
في فارسية إيران، يُطلق على الفتحة اسم بَرْدِه وتُنطق /æ/، وهذا النطق يختلف عن نُطق الحركة في اللغة العربية الفصحى، ولكنه يُشابه نطقها في بعض اللهجات العربية.